# Luneburg (Kwazulu-Natal)
Luneburg est une ville de la province du Kwazulu-Natal en Afrique du Sud.

## Histoire
Fondée en 1854, elle est habitée à l'origine par des missionnaires luthériens allemands. Elle a probablement été nommée ainsi d’après la ville de Lünebourg en Allemagne. C’est également le site de la plus ancienne école allemande dans le nord du Kwazulu-Natal.
Pendant la guerre anglo-zouloue de 1879, 120 citoyens de tous âges furent piégés dans l’église. En février et mars de cette même année, une colonne britannique venant de Lydenburg fut bloquée par la rivière Ntombe en crue. Le lendemain matin, la colonne fut attaquée par les Zoulous. 62 membres de l’infanterie britannique et 17 cavaliers perdirent la vie. La plupart furent enterrés dans des fosses communes, mais le capitaine Moriarty et plusieurs officiers furent inhumés dans le cimetière de Luneburg. Le fils du Révérend Filter et un certain M. Larson furent exécutés par les Zoulous en tant que scouts britanniques et un monument leur est toujours dédié.